# 이슬롬 켄자보예프
이슬롬 켄자보예프(우즈베크어: Ислом Кенжабоев, 영어: Islom Kenzhaboev, 1999년 9월 1일 ~ )는 우즈베키스탄의 축구 선수로, 포지션은 윙어이다.